# Ruta Provincial 64 (Santa Fe)
La Ruta Provincial 64 es una carretera pavimentada de 120 km de jurisdicción provincial que atraviesa transversalmente la Provincia de Santa Fe, República Argentina.
Conecta la provincia de este a oeste.
Comienza en el cruce con la Ruta Nacional 11 en el oeste de la ciudad de Coronda y finaliza, en el límite con la provincia de Córdoba.
En un breve tramo, su traza se superpone con la de la Ruta Provincial 13, a la altura de la localidad de Sastre. La pavimentación de ciertos sectores de esta ruta, resultó ser un gran alivio para localidades que se quedaron sin el servicio del ferrocarril.

## Localidades
Las ciudades y pueblos por los que pasa esta ruta de este a oeste son las siguientes (los pueblos con menos de 5000 habitantes figuran en itálica).

### Provincia de Santa Fe
- Departamento San Jerónimo: Coronda (km 0), Larrechea (km 11,5), Oroño (km 17,5), López (km 36).
- Departamento San Martín: acceso a Colonia Belgrano (km 47,5), San Martín de las Escobas (km 66), Sastre (km 92), Crispi (km 113).